# Riccardo Fainardi
Riccardo Fainardi, né en 1865 à Collecchio et mort en 1959 à Gaiano-Taro, hameau de la province de Parme, est un peintre, sculpteur et architecte d'intérieur italien, réputé pour ses contributions dans des bâtiments. Parmi les œuvres remarquables, on peut citer Chiesa di Fornovo Taro à Fornovo di Taro, Parme en 1882 et la Chiesa di Sant'Andrea de Capri en 1900

## Biographie
Riccardo Fainardi est né en 1865 à Collecchio. Il est élève de Guido Carmignani à l'Accademia di Belle Arti de Parme.
Lorsqu'il était encore un « peintre atteint par la pauvreté », Fainardi fut chargé de concevoir et de superviser la construction de l'église de Sant'Andrea à Capri par un banquier allemand, Hugo Andreae, qui y possédait une villa. Peu après l'achèvement de l'église, Andreae découvrit que Fainardi avait eu une liaison avec sa jeune épouse, Emma, et la ramena en Allemagne. Cependant, peu de temps après, en 1901, il mourut de choc, ou par suicide et Emma retourna à Capri, ayant hérité de sa villa, et épousa Fainardi. Le couple a rebaptisé l'édifice «Villa Capricorno », mais il trouva trop pénible de continuer à y vivre et quitta l'île. Emma est morte en 1924.
Fainardi est mort le 24 décembre 1959.